# کیم یون-مان
کیم یون-مان (انگلیسی: Kim Yoon-man؛ زادهٔ ۲۵ فوریهٔ ۱۹۷۳) اسکیت‌باز سرعت اهل کره جنوبی بود.
از افتخارات وی میتوان به کسب مدال نقره در بازی‌های المپیک زمستانی ۱۹۹۲ اشاره‌کرد.